# Krzysztof Baranowski (historyk)
Krzysztof Leszek Baranowski (ur. 24 kwietnia 1948 w Łodzi, zm. 7 września 2018) – polski historyk, profesor Politechniki Łódzkiej, syn Bohdana Baranowskiego.

## Życiorys
W 1966 ukończył II Liceum Ogólnokształcące im. Gabriela Narutowicza w Łodzi, w 1971 studia historyczne na Wydziale Filozoficzno-Historycznym Uniwersytetu Łódzkiego. W latach 1971–1973 pracował w Muzeum Historii Ruchu Rewolucyjnego w Łodzi. Od 1973 pracował na Politechnice Łódzkiej, w 1975 uzyskał stopień doktora, a w 1984 stopień doktora habilitowanego na Wydziale Humanistycznym Uniwersytetu Marii Curie-Skłodowskiej. 
Do 1991 był kierownikiem Katedry Nauk Humanistycznych PŁ. Od 1991 pracował na Wydziale Organizacji i Zarządzania Politechniki Łódzkiej, od 1997 był zatrudniony na stanowisku profesora zwyczajnego w Instytucie Nauk Społecznych i Zarządzania Technologiami. W latach 1996–1999 był prodziekanem, w latach 1999–2005 dziekanem Wydziału. W 2001 otrzymał tytuł profesora nauk humanistycznych.
Zajmował się historią szkolnictwa wyższego w Polsce w XX w., dziejami inteligencji łódzkiej oraz historią krajów Kaukazu.
13 września 2018 został pochowany na cmentarzu Doły w Łodzi.

## Publikacje
- Katalog zabytków budownictwa przemysłowego w Polsce, 1971 (wspólnie z Bohdanem Baranowskim)
- Oddział Wolnej Wszechnicy Polskiej w Łodzi 1928–1939, 1977
- Materiały do studiowania podstaw nauk politycznych, 1980
- Pierwsze lata Uniwersytetu Łódzkiego (1945–1949), 1985 (wspólnie z Bohdanem Baranowskim)
- Polaków kaukaskie drogi, 1985 (wspólnie z Bohdanem Baranowskim)
- Historia Azerbejdżanu, 1987 (wspólnie z Bohdanem Baranowskim)
- Historia Gruzji, 1987 (wspólnie z Bohdanem Baranowskim)
- Trudne lata Uniwersytetu Łódzkiego (1949–1965), 1990 (wspólnie z Bohdanem Baranowskim)
- Początki Łodzi akademickiej, 1993
- Inteligencja łódzka w latach II Rzeczypospolitej, 1996